# 茸毛委陵菜
茸毛委陵菜（学名：Potentilla strigosa）为蔷薇科委陵菜属的植物。分布在俄罗斯、蒙古以及中国大陆的内蒙古、黑龙江、新疆等地，生长于海拔600米至700米的地区，常生长在沙丘及山坡草地，目前尚未由人工引种栽培。

## 别名
灰白委陵菜（东北草本植物志）